# Елеттра Ламборґіні
Елеттра Міура Ламборґіні (італ. Elettra Miura Lamborghini, 17 травня 1994) — італійська телеведуча, співачка та світська левиця. Онука Ферруччо Ламборгіні, засновника Lamborghini, вона почала свою кар'єру в реаліті-шоу у віці 22 років. Елеттра почала займатися музикою на початку 2018 року, її дебютним синглом став «Pem Pem». Після випуску дебютного студійного альбому Twerking Queen (2019) співачка стала суддею шостого сезону «Голосу Італії» у 2019 році.

## Кар'єра
Елеттра здобула популярність завдяки появі в ряді міжнародних реаліті-шоу, таких як Gran Hermano VIP і шоу MTV Super Shore і Geordie Shore.
Її дебютний сингл «Pem Pem» був випущений у лютому 2018 року та посів шосте місце в італійських чартах. 14 червня 2019 року співачка випустила свій перший альбом Twerking Queen. Того ж року вона була музичною тренеркою та суддею у шостому сезоні «Голосу Італії».
Ламборґіні брала участь у музичному фестивалі Санремо у 2020 з піснею «Musica (e il resto scompare)», де посіла 21 місце з 23. 14 лютого 2020 року вона випустила делюкс-версію альбому Twerking Queen під назвою Twerking Queen (el resto es nada). Елеттра буде однією з ведучих третього вечора фестивалю Санремо у 2025 році.

## Особисте життя
Елеттра є онукою Ферруччо Ламборґіні, засновника виробника спортивних автомобілів Lamborghini. Вона також є сестрою мотогонщика Ферруччо Ламборґіні та спадкоємицею стану Lamborghini.
У 2019 році Елеттра та голландський діджей Afrojack оголосили про свої заручини. Вони одружилися 26 вересня 2020 року на озері Комо, що в Італії.

## Телебачення
| Рік        | Назва                               | Роль          | Примітки                                          |
| ---------- | ----------------------------------- | ------------- | ------------------------------------------------- |
| 2016–2017  | Super Shore                         | Акторка       | 43 епізоди                                        |
| 2016–2017  | Riccanza                            | Акторка       | 28 епізодів (1–2 сезони)                          |
| 2017       | Gran Hermano VIP                    | Конкурсантка  | 13-е вибуття (5 сезон)                            |
| 2017       | Великий брат Бразилія               | Конкурсантка  | Спеціальний гість (17 сезон)                      |
| 2017       | Geordie Shore                       | Акторка       | Повторний акторський склад (сезон 14–15); 5 серій |
| 2018       | Acapulco Shore                      | Акторка       | Повторний акторський склад (5 сезон); 3 епізоди   |
| 2018, 2022 | Ex on the Beach Італія              | Хост          | 1 сезон                                           |
| 2018, 2022 | Ex on the Beach Італія              | Цифровий хост | 4 сезон                                           |
| 2019       | Голос Італії                        | Тренерка      | 3 місце (6 сезон)                                 |
| 2019       | Elettra Lamborghini: Twerking Queen | себе          | Головна роль                                      |
| 2021       | L'Isola dei Famosi                  | Опініоніст    | 15 сезон                                          |
| 2022–      | Only Fun - Comico Show              | Співведуча    | Сезон 1–дотепер                                   |
| 2023–      | Італія має талант                   | Суддя         | Сезон 13–дотепер                                  |

## Дискографія

### Студійні альбоми
| Назва          | Деталі | Пікові позиції у чарті | Сертифікації    |
| Назва          | Деталі | ITA                    | Сертифікації    |
| -------------- | --- | ---------------------- | --------------- |
| Twerking Queen | - Випущено: 14 червня 2019 - Лейбли: Island, Universal - Формат: CD, цифрове завантаження, потокове передавання | 3                      | - FIMI: Платина |
| Elettraton     | - Випущено: 1 червня 2023 - Лейбли: Island, Universal - Формат: CD, цифрове завантаження, потокове передавання  | 22                     |                 |

### Мініальбоми
| Назва          | Деталі |
| -------------- | --- |
| Twerking Beach | - Випущено: 25 червня 2021 - Лейбли: Island, Universal - Формат: CD, цифрове завантаження, потокове передавання |

### Сингли
| Назва                                         | Рік  | Пікові позиції у чарті | Сертифікації         | Альбом                            | Примітки |
| Назва                                         | Рік  | ITA                    | Сертифікації         | Альбом                            | Примітки |
| --------------------------------------------- | ---- | ---------------------- | -------------------- | --------------------------------- | -------- |
| "Pem Pem"                                     | 2018 | 6                      | - FIMI: 2× Платинова | Twerking Queen                    | [ 22 ]   |
| "Mala"                                        | 2018 | 13                     | - FIMI: Золота       | Twerking Queen                    | [ 23 ]   |
| "Tócame" (featuring Pitbull)                  | 2019 | 45                     | - FIMI: Золота       | Twerking Queen                    | [ 24 ]   |
| "Fanfare" (featuring Gué Pequeno)             | 2019 | 34                     | - FIMI: Золота       | Twerking Queen                    | [ 25 ]   |
| "Musica (e il resto scompare)"                | 2020 | 5                      | - FIMI: 2× Платинова | Twerking Queen (el resto es nada) | [ 26 ]   |
| "Hola Kitty" (featuring Bizzey and La$$a)     | 2020 | —                      |                      | Сингли поза альбомом              |          |
| "La isla" (with Giusy Ferreri)                | 2020 | 22                     | - FIMI: Платинова    | Сингли поза альбомом              |          |
| "Pistolero"                                   | 2021 | 4                      | - FIMI: 3× Платинова | Twerking Beach                    |          |
| "A mezzanotte (Christmas song)"               | 2021 | —                      |                      | Elettraton                        |          |
| "Caramello" (with Rocco Hunt and Lola Índigo) | 2022 | 3                      | - FIMI: 3× Платинова | Rivoluzione                       |          |
| "Mani in alto"                                | 2023 | 46                     | - FIMI: Золота       | Elettraton                        |          |
| "Dire fare baciare" (with Shade)              | 2024 | 70                     |                      | Сингл без альбому                 |          |
| "—" означає, що сингл не потрапив до чарту    |      |                        |                      |                                   |          |